# Respira
Respira (litt. « Respire ») est une série télévisée espagnole, créée par Carlos Montero et diffusée depuis le 30 août 2024 sur la plateforme Netflix. Cette série dénonce la complexité de la situation sanitaire, principalement dans les hôpitaux publics, et finit par allumer la mèche d'une grève drastique et sans précédent.

## Synopsis
Ils enchaînent les heures de garde, vivent quasiment à l’hôpital, se nourrissent quand ils y pensent… Et pourtant, tous restent passionnés par leur travail. La fatigue s’installe petit à petit, laissant place à un épuisement total et une forte charge mentale pour ces médecins, parfois dans l'incapacité de prendre du recul sur des situations intenables. C’est un patient un peu particulier, faisant face à ces médecins surmenés, qui va sonner l’alerte en mettant en lumière les difficultés du système de santé publique.
La série débute avec l’arrivée d’une patiente prestigieuse, la Présidente Patria Segura, dans un hôpital public : l’hôpital Joaquín Sorolla, après avoir subi un accident de la route. C’est le docteur Biel, un interne, qui va s’occuper d’elle. Biel découvre que Patricia est atteinte d’un cancer du sein et prévient le docteur Moa, un oncologue très célèbre pour sa réputation de « meilleur oncologue de tout Valence ». La série va suivre les aventures des médecins tels que le docteur Moa, la docteure Jésica Donoso, la docteure Pilar Amaro ainsi que celles de leurs internes : Biel, Quique, May et Rodri.

## Distribution
- Najwa Nimri (VF : Barbara Delsol) : Patricia Segura, femme politique, présidente de la Communauté valencienne
- Aitana Sánchez-Gijón : Pilar Amaro, chirurgienne
- Blanca Suárez (VF : Caroline Mozzone) : Jésica Donoso, chirurgienne
- Manu Ríos (VF : Enzo Ratsito) : Biel de Felipe, interne
- Borja Luna (VF : Marc Arnaud) : Néstor Moa, oncologue et syndicaliste
- Ana Rayo : Leonor "Leo" Santapau, chirurgienne féministe
- Alfonso Bassave (VF : Fabrice Josso) : Lluís Jornet, directeur de l'hôpital Joaquín Sorolla
- Xoán Fórneas (VF : Maxime Baudouin) : Enrique « Quique » Román, interne
- Macarena de Rueda (VF : Marie Tirmont) : Rocío Fuster, chirurgienne
- Marwa Bakhat (VF : Lola Nédélian) : May, interne
- Abril Zamora (VF : Laetitia Laburthe-Tolra) : Neus, cheffe du service de psychiatrie
- Blanca Martínez Rodrigo : Blanca, infirmière aux urgences
- Víctor Sáinz : Rodrigo "Rodri" Donoso, interne, frère de Jésica
- Javier Ballesteros : Emilio Alto, chef de cabinet de Patricia Segura
- Rafa Verdugo (VF : Sébastien Baulain) :  Óscar Amaro, fils du docteur Amaro

 Source et légende : version française (VF) sur RS Doublage

## Production

### Développement
Modèle de série médicale traitant des urgences, elle évoque la crise hospitalière contemporaine vécue dans tous les pays européens.
Le 19 juin 2024, Netflix annonce le renouvellement d'une nouvelle saison, avant même de la diffusion de la première.

### Attribution des rôles
Il bénéficie d'une distribution exceptionnelle, dont Najwa Nimri, Aitana Sánchez-Gijón, Blanca Suárez, Manu Ríos et Alfonso Bassave.

### Tournage
Le tournage de la première saison a lieu à Valence, entre août 2023 et février 2024.

### Fiche technique
Sauf indication contraire, les informations mentionnées dans cette section peuvent être confirmées par la base de données cinématographiques IMDb,  présente dans la section « Liens externes ».
- Titre original et français : Respira
- Création : Carlos Montero
- Réalisation : Marta Font et David Pinillos
- Scénario : Guillermo J. Escribano, Carlos Montero, Pablo Paiz et Carlos Ruano
- Musique : Lucio Godoy
- Décors : Carlos Bodelón
- Costumes : n/a
- Photographie : Óscar Durán et Raquel Fernández Nuñez
- Montage : Noelia Aguilera, Cristina Laguna, Juan Sebastián Ordóñez et David Pelegrín
- Casting : Blanca Javaloy
- Production : Diego Betancor, Carlos Montero et Carlos Ruano
- Société de production : El Desorden Crea
- Société de distribution : Netflix
- Pays de production :  Espagne
- Langue originale : espagnol
- Format : couleur – Dolby Digital
- Durée : 40 à 51 minutes
- Genre : drame médical
- Date de diffusion : 30 août 2024 sur Netflix

## Épisodes

### Première saison
Pour la première saison, elle contient huit épisodes et diffusée le 30 août 2024 :
1. Le Serment avant-tout (Por encima de todo)
2. L'Étoffe d'un médecin (Madera de médico)
3. S'arrêter (Paramos)
4. Je te fais confiance (Confío en ti)
5. La Grève (Huelga)
6. Jusqu'au bout (El último hombre en pie)
7. Terre brûlée (Tierra quemada)
8. La Goutte froide (Gota fría)

### Seconde saison
La seconde saison est en cours.